# Småmunta bredigeln
Småmunta bredigeln (Platybdella anarrhichae) är en ringmaskart som först beskrevs av Diesing 1859.  Småmunta bredigeln ingår i släktet Platybdella och familjen fiskiglar. Arten är reproducerande i Sverige. Inga underarter finns listade i Catalogue of Life.